# 클로토 (생물학)
클로토(Klotho)는 인간의 KL 유전자에 의해 생성되는 효소이다.
이 유전자는 β-글루코시다제와 연관된 I형 막단백질의 생성과 관련이 있다. 만성신부전 환자의 경우, 이 단백질을 충분히 생성되지 못하는 것으로 밝혀졌으며, 이는 퇴행성 질환(동맥경화증, 골다공증, 피부 위축 (Skin atropy))의 한 원인으로도 지목받고 있다. 또한, 이 단백질에서 발생한 돌연변이는 노화나 골다공증과도 관련이 있다.